# Marco Di Meco
Marco Di Meco (* 5. února 1982 Chieti, Itálie) je italský flétnista, skladatel a básník.
Je známý svými hudebními skladbami, hrál také s významnými hudebníky, jako je Luis Bacalov, Bruno Thomas a mnoho dalších. Kromě hudby působí i jako spisovatel a básník.

## Diskografie (část)
- 5 Colori (pět barev), Wide Sound
- Rosalinda, Wide Sound
- Lucilla, Wide Sound
- Against Capitalism Première Symphonie, TuneCore
- Moon Mary Light, TuneCore